# Ali Boumendjel (métro d'Alger)
 (décembre 2021).
Si vous disposez d'ouvrages ou d'articles de référence ou si vous connaissez des sites web de qualité traitant du thème abordé ici, merci de compléter l'article en donnant les références utiles à sa vérifiabilité et en les liant à la section « Notes et références ».
Pour les articles homonymes, voir Ali Boumendjel.
Ali Boumendjel est une station de la ligne 1 du métro d'Alger. Elle est située à l'intersection des rues Larbi Ben M'hidi, Ali Boumendjel et Patrice Lumumba, au cœur de la commune d'Alger-Centre, non loin de la place de l'Émir Abdelkader, à Alger en Algérie.
Elle est mise en service le 13 novembre 2018.

## Situation sur le réseau
Établie en souterrain, la station Ali Boumendjel de la ligne 1 du métro d'Alger, est située entre les stations Tafourah - Grande Poste et Place des Martyrs.

## Histoire
La station Ali Boumendjel fait partie de l'extension A de 1,69 km depuis la station Tafourah Grande Poste de la ligne 1 du métro d'Alger dont les travaux ont été lancés en 2010. Elle reprend le nom d'une des rues sous laquelle elle se situe, la rue Ali Boumendjel, nommée d'après Ali Boumendjel, avocat et militant nationaliste algérien, assassiné par les parachutistes français lors de la bataille d'Alger en 1957.

## Services aux voyageurs

### Accès et accueil
Elle possède quatre accès : rue Larbi Ben M'Hidi, rue Abane Ramdane en contrebas, près du Théâtre national algérien et un dernier près du marché couvert de la rue de la Lyre. Un ascenseur équipe l'accès de la Abane Ramdane.

Autres accès
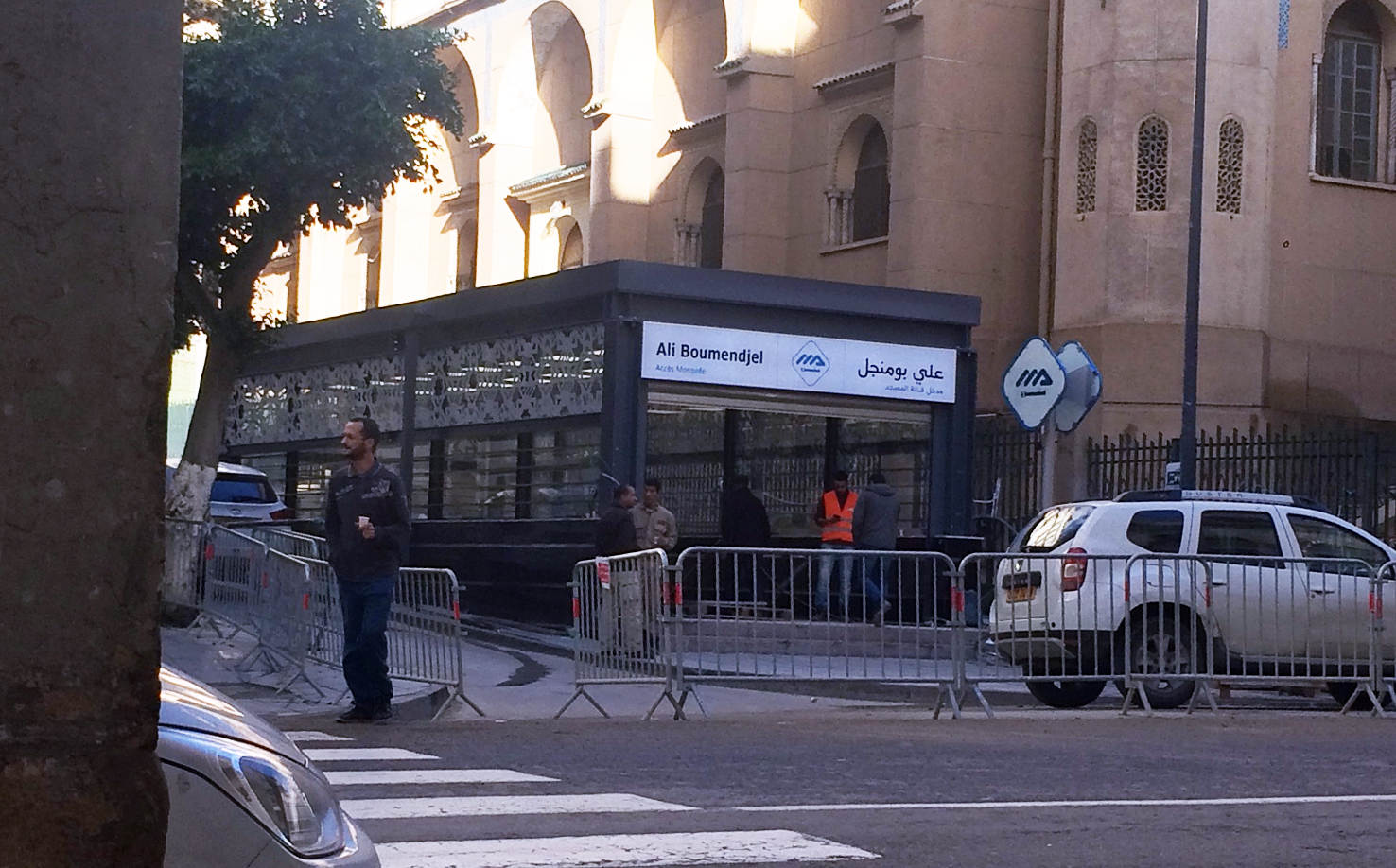
Rue Abane Ramdane.
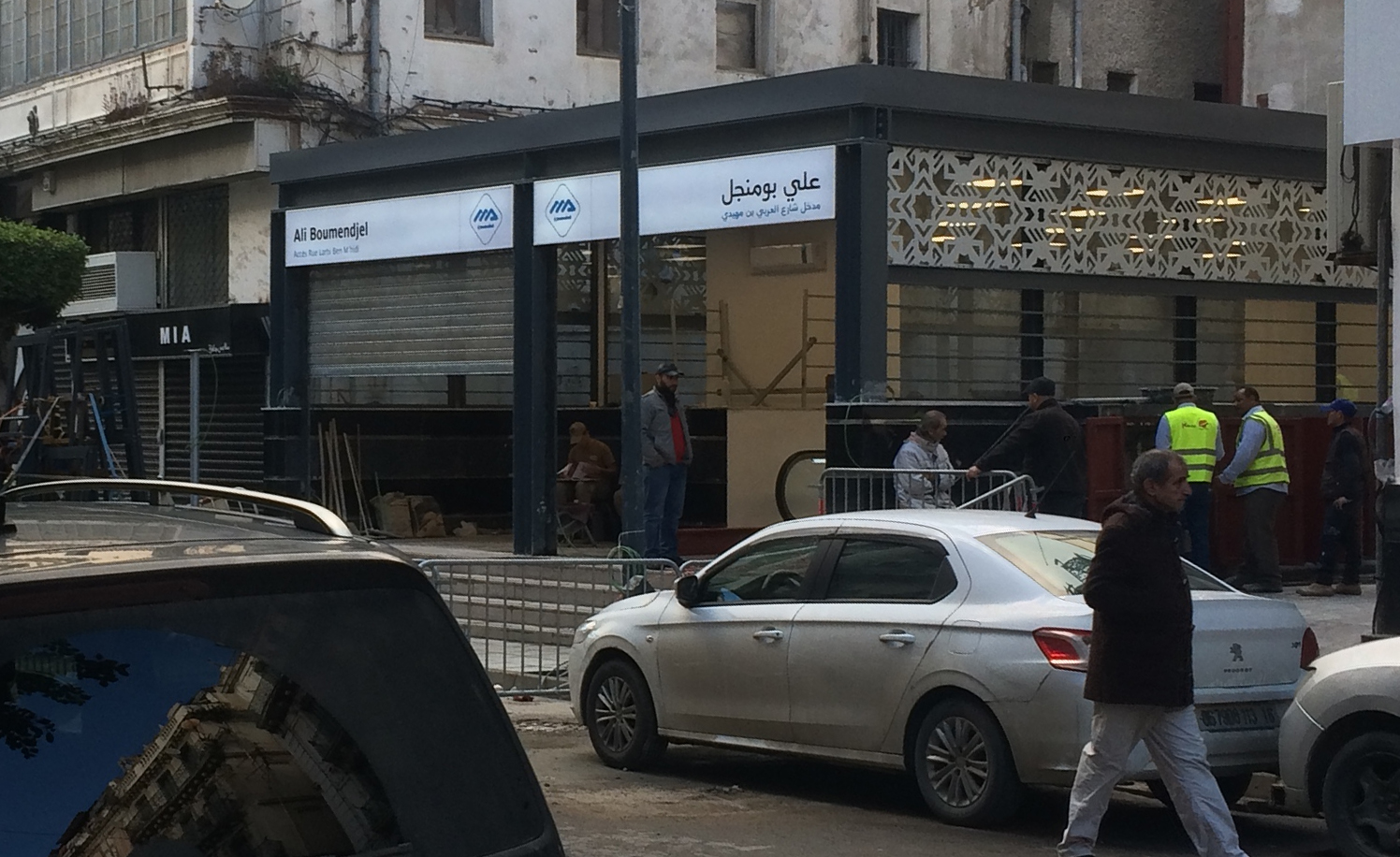
Rue Larbi Ben M'Hidi.
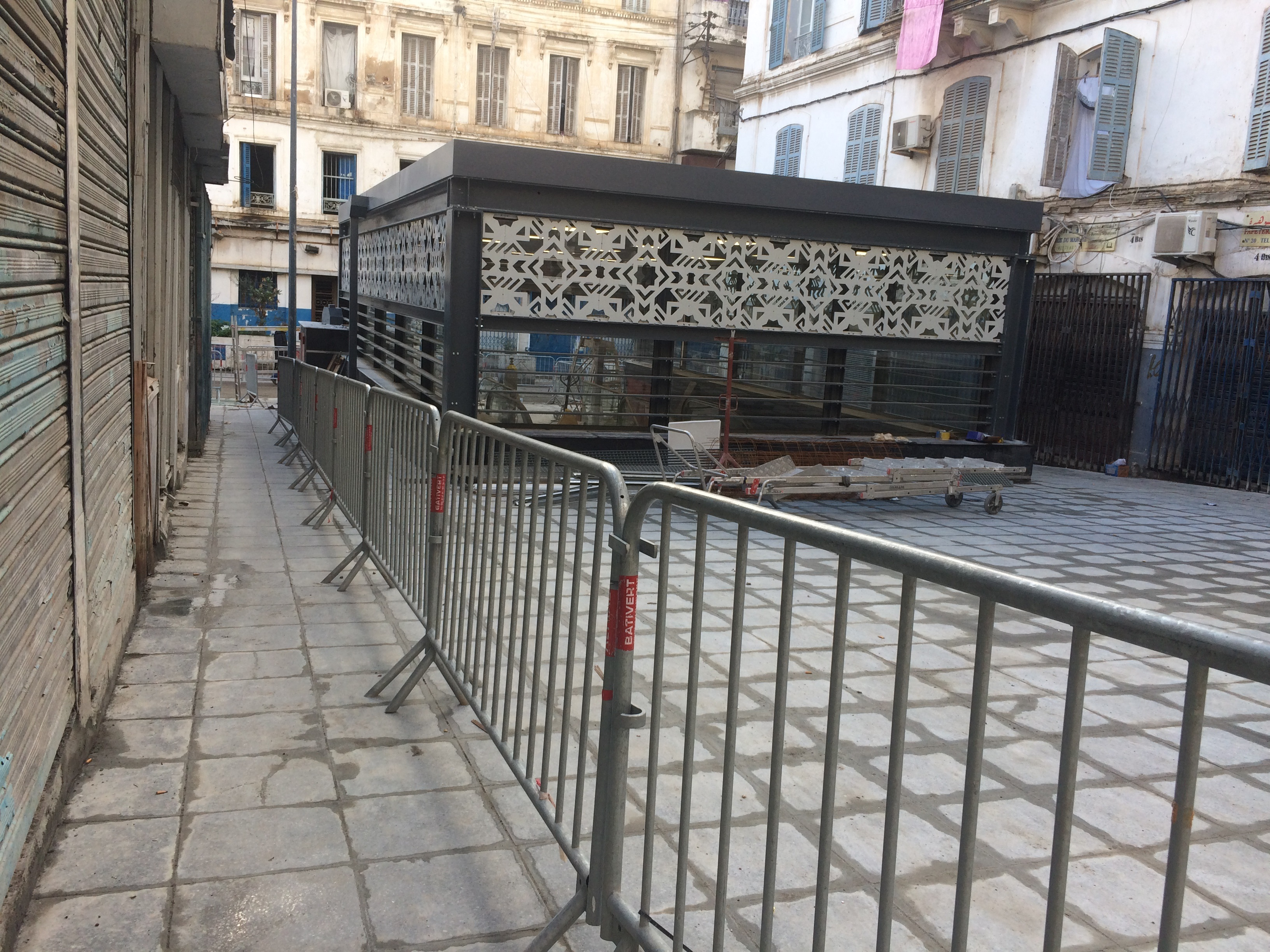
Rue de la Lyre.

### Intermodalité
La station est en correspondance avec la ligne 36 du réseau de bus de l'ETUSA.

## À proximité
- Mosquée Ibn Badis, ex-église Saint-Augustin
- Tribunal de Sidi M'Hamed
- Square Port-Saïd
- Gare d'Alger
- Théâtre national algérien Mahieddine Bachtarzi
- Marché Couvert rue de la Lyre
- Musée d'art moderne d'Alger (MAMA)
- Hôtel Es-Safir, ex-Aletti
- Place de l'Émir-Abdelkader
- Mairie d'Alger-Centre
- Assemblée populaire nationale (APN)
- Siège de la Wilaya d'Alger